# Pachydema adusta
Pachydema adusta är en skalbaggsart som beskrevs av Karsch 1881. Pachydema adusta ingår i släktet Pachydema och familjen Melolonthidae. Inga underarter finns listade i Catalogue of Life.